# Dekanat chojnicki (eparchia turowska i mozyrska)
Dekanat chojnicki – jeden z siedmiu dekanatów wchodzących w skład eparchii turowskiej i mozyrskiej Egzarchatu Białoruskiego Patriarchatu Moskiewskiego.

## Parafie w dekanacie
- Parafia św. Mikołaja Cudotwórcy w Brahinie
  - Cerkiew św. Mikołaja Cudotwórcy w Brahinie
- Parafia Opieki Matki Bożej w Chojnikach
  - Cerkiew Opieki Matki Bożej w Chojnikach
- Parafia św. Mikołaja Cudotwórcy w Chrapkowie
  - Cerkiew św. Mikołaja Cudotwórcy w Chrapkowie
- Parafia Ikony Matki Bożej „Niewyczerpalny Kielich” w Kątach
  - Cerkiew Ikony Matki Bożej „Niewyczerpalny Kielich” w Kątach
- Parafia Wniebowstąpienia Pańskiego w Komarzynie
  - Cerkiew Wniebowstąpienia Pańskiego w Komarzynie
- Parafia Kazańskiej Ikony Matki Bożej w Małożynie
  - Cerkiew Kazańskiej Ikony Matki Bożej w Małożynie
- Parafia Przemienienia Pańskiego w Sielcu
  - Cerkiew Przemienienia Pańskiego w Sielcu

## Monastery
- Monaster Opieki Matki Bożej w Chojnikach